# Ángela Barón
Ángela Barón (Estados Unidos; 18 de septiembre de 2003) es una futbolista colombo-estadounidense, hija de padre estadounidense y madre colombiana. Juega en la posición de defensa en el Racing Louisville FC de la National Women's Soccer League.

## Selección nacional
Debutó con la selección mayor de Colombia el 13 de abril de 2021 contra Ecuador en un partido amistoso.
El 3 de julio de 2022 es convocada por el técnico Nelson Abadía para la Copa América Femenina 2022 a realizarse en Colombia.

### Participaciones en Campeonatos Sudamericanos
| Competición                     | Categoría | Sede  | Resultado   |
| ------------------------------- | --------- | ----- | ----------- |
| Campeonato Sudamericano de 2022 | Sub-20    | Chile | Subcampeona |

### Participaciones en Copa América
| Copa                       | Sede     | Resultado   | Partidos | Goles |
| -------------------------- | -------- | ----------- | -------- | ----- |
| Copa América Femenina 2022 | Colombia | Subcampeona | 0        | 0     |

### Participaciones en Mundiales
| Copa                            | Sede                         | Resultado        | Partidos | Goles |
| ------------------------------- | ---------------------------- | ---------------- | -------- | ----- |
| Copa Mundial Femenina de Fútbol | Australia Nueva Zelanda 2023 | Cuartos de final | 0        | 0     |
| Mundial Sub-20 2022             | Costa Rica                   | Octavos de final | 4        | 0     |

## Clubes
| Club                        | País           | Año           |
| --------------------------- | -------------- | ------------- |
| D'Feeters Kicks Soccer Club | Estados Unidos | 2021-2022     |
| Atlético Nacional           | Colombia       | 2023-2024     |
| Racing Louisville FC        | Estados Unidos | 2024-presente |

## Palmarés

### Títulos internacionales
| Título              | Club                      | Sede     | Año  |
| ------------------- | ------------------------- | -------- | ---- |
| Juegos Bolivarianos | Selección femenina sub-20 | Colombia | 2022 |